# Popstar (Calin)
Popstar è il secondo album in studio del cantante ceco Calin, pubblicato l'11 marzo 2022 dalla Rychlí kluci e Mike Roft.
È stato riconosciuto ai Ceny Anděl nella categoria di rivelazione dell'anno.

## Promozione
L'LP è stato anticipato dagli estratti Praha/Vídeň, singolo con cui l'artista ha completato un mese in vetta alla hit parade ceca e ha raggiunto la top ten di quella slovacca, e da Asgard, una collaborazione incisa assieme a Stein27, Ben Cristovao e Kojo. A seguito del suo lancio tutte le tracce tratte dall'album hanno debuttato all'interno delle prime 15 posizioni in Cechia; in particolare, Hannah Montana si è rivelato il principale successo del progetto dopo aver guidato il controllo della classifica ceca e slovacca per rispettivamente trenta e ventidue settimane.
Una tournée a supporto del disco, costituita da diciannove date, è iniziata a Praga e si è conclusa a Příbram, tenendo occupato l'interprete fra agosto e novembre 2022.

## Tracce
Testi di Călin Panfili, musiche di Călin Panfili e David Kopecký, eccetto dove indicato.
1. Intro 4 – 2:06 (musica: Călin Panfili, Sbusiso Kunene)
2. Hot Dropout (feat. Fiedlerski) – 2:00 (musica: Călin Panfili, David Kopecký, Ondřej Fiedler)
3. Popstar – 2:20
4. Sangria (feat. Viktor Sheen) – 3:10 (musica: Călin Panfili, Viktor Dundiç, Vojtěch Spousta)
5. PPP – 3:02 (musica: Călin Panfili, David Kopecký, Vojtěch Spousta)
6. Praha/Vídeň – 2:42
7. Fast Life – 2:17
8. Switch – 1:24 (musica: Călin Panfili, Nuri Kamberi)
9. Hannah Montana – 2:38
10. Asgard (feat. Stein27, Ben Cristovao & Kojo) – 3:06 (testo: Călin Panfili, Ben da Silva Cristóvão, William Mendoça Sachambula – musica: Călin Panfili, Ben da Silva Cristóvão, Petr Adámek, Vojtěch Spousta, William Mendoça Sachambula)
11. Nad ránem – 3:02
12. Nedojdu sám – 2:04 (musica: Călin Panfili, David Kopecký, Ondřej Fiedler)
13. Intro 3 – 2:04 (musica: Călin Panfili, Francesco Busi)

Traccia bonus nella riedizione dell'album
1. Hannah Montana VIP – 2:23

## Formazione
Musicisti
- Calin – voce
- Viktor Sheen – voce aggiuntiva (traccia 4)
- Stein27 – voce aggiuntiva (traccia 10)
- Ben Cristovao – voce aggiuntiva (traccia 10)
- Kojo – voce aggiuntiva (traccia 10)

Produzione
- D.Kop – produzione
- Dxor – produzione (traccia 1)
- Calin – produzione (eccetto tracce 1, 4, 6, 8, 10, 11 e 13)
- Fiedlerski – produzione (traccia 2)
- Bloodflow – produzione (tracce 4, 5 e 10)
- Spotless – produzione (traccia 6)
- Nuri – produzione (traccia 8)

## Classifiche

### Classifiche settimanali
| Classifica (2022) | Posizione massima |
| ----------------- | ----------------- |
| Repubblica Ceca   | 1                 |
| Slovacchia        | 1                 |

### Classifiche di fine anno
| Classifica (2022) | Posizione |
| ----------------- | --------- |
| Repubblica Ceca   | 2         |
| Slovacchia        | 1         |
| Classifica (2023) | Posizione |
| Repubblica Ceca   | 5         |
| Slovacchia        | 4         |
| Classifica (2024) | Posizione |
| Repubblica Ceca   | 9         |